# Jassa
Der Ausdruck Jassa (mongolisch Их Засаг = „Das große Recht“; turkotatarisch yasa = „Recht, Gesetz“), auch Jossa oder Jasa bezeichnet ein mongolisches Gesetzbuch des 13./14. Jahrhunderts, welches zuerst von Dschingis Khan eingeführt und von seinem Sohn Ögedei, nach anderer Quelle von seinem schreibkundigen, tatarischen Adoptivsohn Schigiqutuqu, auf Birkenrinde aufgezeichnet wurde. Es ist nicht im Original erhalten, sein Inhalt ist nur mittelbar durch historische Überlieferungen bekannt geworden.

## Funktion
Dieses Werk vereinheitlichte die unterschiedlichen Gesetze der Steppe und formulierte eine Sammlung von Geboten und Vorschriften, die das Zusammenleben im neu gegründeten Mongolenreich regeln sollten. Es galt hauptsächlich für die Mongolen selbst. Die niedere Gerichtsbarkeit der unterworfenen Völker wurde zumindest in der Theorie unberührt gelassen. Die Jassa nahm bemerkenswerterweise keine Umgestaltung gültiger Rechtsnormen bei den Mongolen vor. Sie spiegelte vielmehr auch die traditionell rigiden Moralvorstellungen von Dschingis Khan selbst und seinem Gefolge. 

### Strafen
Insgesamt wurden bei Gesetzesverstößen drakonische Strafen verfügt. Bei 13 von insgesamt 36 Paragraphen war die Todesstrafe vorgesehen, dazu zählten auch Ehebruch und Trinkwasserverunreinigung. Weiterhin drohten Verstümmelung und Bastonade (Schläge auf die Fußsohlen). Selbst kleinste Vergehen wurden mit dem Tragen des Schandkragens bestraft, sehr selten waren lediglich Geldbußen vorgesehen. Für schuldig wurde nur befunden, wen man auf frischer Tat ertappte oder wer sich selbst als schuldig bekannte, Indizienbeweise waren nicht anerkannt.

### Allgemeine Regeln
Andererseits legte das Gesetzeswerk auch das Streben nach religiöser Toleranz fest, regelte den (relativ hohen) Status der Frau bei den Mongolen, das Verhalten im Krieg und sogar den Genuss von Alkohol. Ferner enthielt die Jassa auch Vorschriften, die sehr alte Traditionen und Gebräuche festschrieben, wie beispielsweise bei der Schlachtung von Tieren und dem Waschen in fließenden Gewässern.

## Weitere Entwicklung
Die Jassa bildete für lange Zeit die Grundlage der mongolischen Staatsorganisation. Erst später wurde sie in einigen Teilbereichen durch das islamische Gesetz (Schari'a) verdrängt.